# Alain De Roo
Alain De Roo (Gant, 27 de novembre de 1955) va ser un ciclista belga, que fou professional entre 1978 i 1988. Un cop retirat, va dirigir diferents equips ciclistes.

## Palmarès
- 1978
  - Vencedor d'una etapa al Tour d'Indre i Loira
- 1979
  - 1r al Circuit de Houtland
- 1983
  - 1r al Gran Premi del 1r de maig - Premi d'honor Vic de Bruyne
- 1984
  - 1r al Gran Premi del 1r de maig - Premi d'honor Vic de Bruyne

### Resultats al Tour de França
- 1981. 119è de la classificació general
- 1982. 123è de la classificació general